# Helen Tronstad
Helen Jean Tronstad, under en period Johansson, född den 27 december 1952 i New York, är en svensk meteorolog och väderpresentatör på Sveriges Television.
Helen Tronstad kom under uppväxtåren först till Solna och sedan till Spånga utanför Stockholm. Båda föräldrarna kommer från Norge.
Tronstad var tidigare meteorolog på Arlanda och Landvetter där hon huvudsakligen arbetade med flygväder. Hon började på SVT 1998 och är chef för SVT:s väderredaktion. Den 17 april 2017 presenterade Helen Tronstad sin sista ordinarie prognos i Rapports 19:30-sändning och gick därmed i pension. Den 15 december 2017 gjorde hon dock comeback i SVT:s Rapportsändning.
Som en del av verksamheten i det egna företaget Helen Väder och Klimat håller Tronstad föredrag, kurser och seminarier om klimat, meteorologi och klimatförändringar.
Helen Tronstad var från 1978 gift med Claes Magnus Johansson (född 1954).